# Martin Hunt (Politiker)

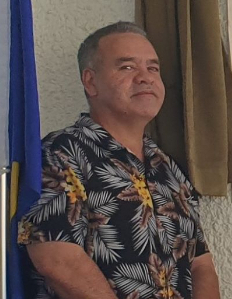
Martin Hunt

Martin Porky Hunt ist ein nauruischer Politiker. Hunt ist seit August 2019 Abgeordneter des nauruischen Parlaments sowie Minister des Landes.

## Biographie
Hunt absolvierte zwischen 1989 und 1991 ein Studium der Wirtschaftswissenschaften sowie der Geschichte und Politik an der University of the South Pacific und schloss dieses mit einem Bachelor of Arts ab. Im März 2008 wurde Hunt als nauruischer Generalkonsul mit Sitz im australischen Brisbane durch Clarissa Jeremiah ersetzt. Er arbeitete anschließend unter anderem als Chief Executive Officer der staatseigenen Nauru Rehabilitation Corporation (2012 bis 2014) sowie als Sekretär für Finanzen bei der nauruischen Regierung (2013 bis 2019).
Hunt bewarb sich bei der Parlamentswahl im August 2019 im Wahlkreis Boe erstmals um einen Sitz als Abgeordneter und erreichte mit 448,167 Stimmen (System Dowdall) den ersten Platz unter fünf Bewerbern, vor den amtierenden Parlamentsmitgliedern Asterio Appi und Baron Waqa sowie dem ehemaligen Mitglied Mathew Batsiua. Mit Baron Waqa verlor der amtierende Präsident Naurus seinen Parlamentssitz und löste damit ein internationales Medienecho aus. Wenige Tage später wurde Hunt durch den neuen Präsidenten Lionel Aingimea zum Minister für Finanzen und Nachhaltigkeit, für Verkehr sowie für die Eigigu Holdings Corporation berufen. In seiner Funktion als Minister Assisting the President übernahm Hunt auf Grundlage von Artikel 21 der Verfassung Naurus während der Legislaturperiode zeitweise das Amt des Interimspräsidenten (englisch Acting President).